# Flemingsbergsparken

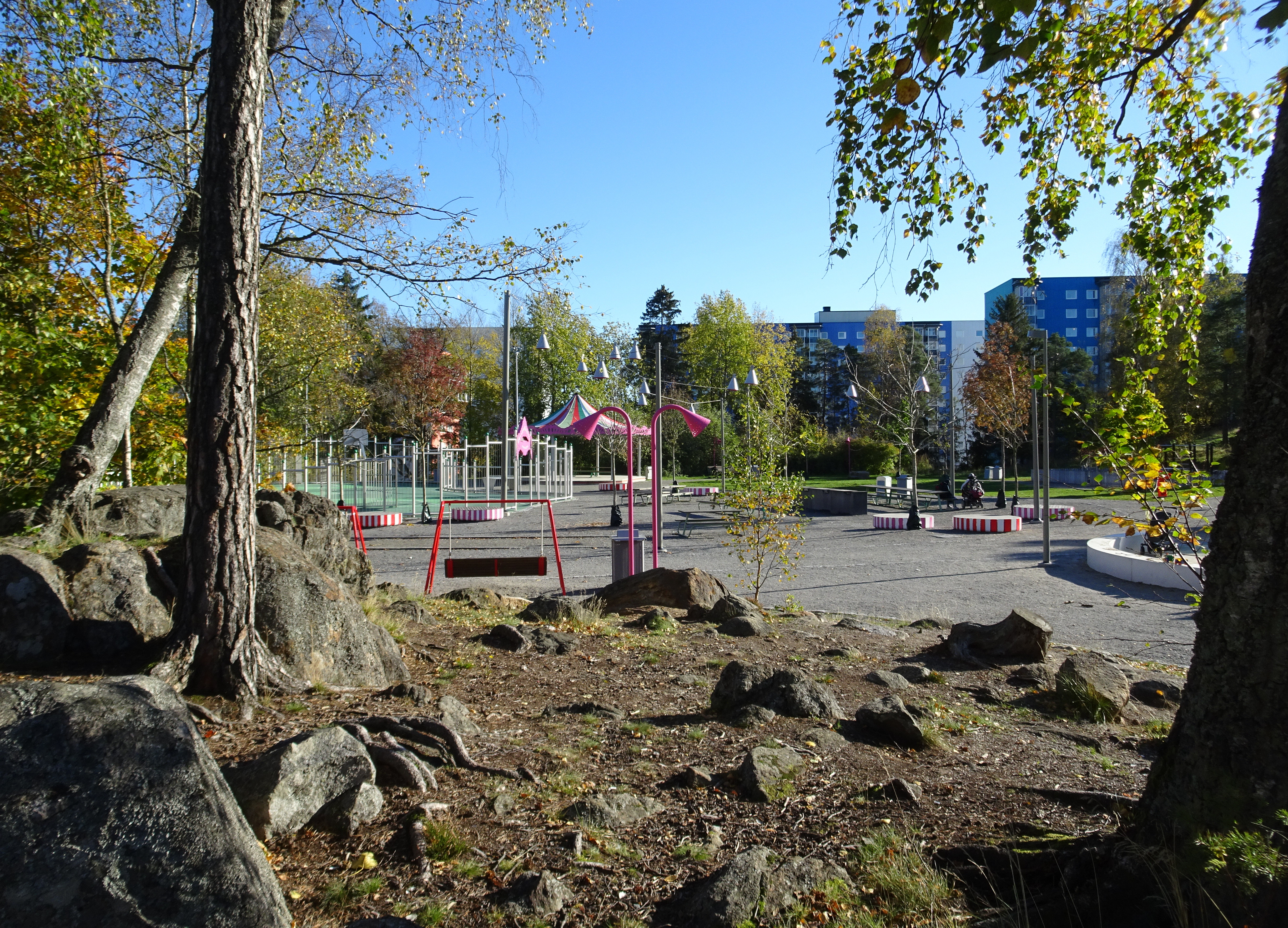
Flemingsbergsparken, oktober 2021.

Flemingsbergsparken är en stadsdelspark belägen vid slutet av Ortopedvägen i bostadsområdet Grantorp i kommundelen Flemingsberg i Huddinge kommun. Parken nyinvigdes sommaren 2019 och vann Huddinges byggnadspris 2021.

## Beskrivning

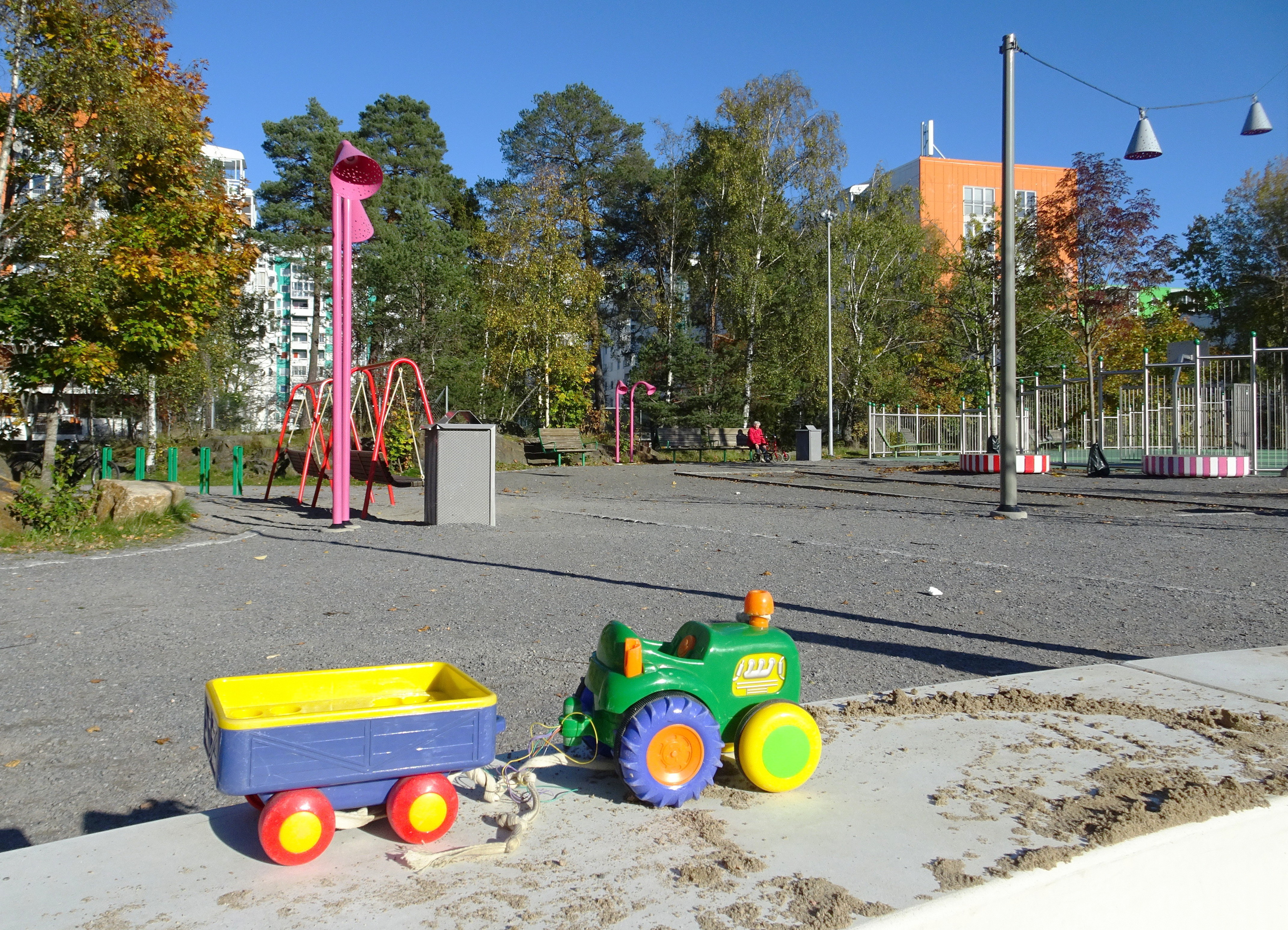
Flemingsbergsparken.

Flemingsbergsparken har beskrivits som "en ny tids folkpark" där barnen kan leka, där man äta middag med sina vänner eller ta en promenad i skogen. Parken anlades ursprungligen tillsammans med bostadsområdet Grantorp på 1970-talet. Efter ett medborgarförslag 2016 togs ett programförslag fram som låg till grund för landskapsarkitekten Landskapslagets vidare projektarbete. Byggherre var Huddinge kommun. Tillsammans med en konstnär, konstruktör och ljusdesigner omgestaltades sedan parken som nyinvigdes sommaren 2019. Resultatet blev en park med plats för olika aktiviteter och sociala funktioner.
Här finns bland annat ett parktorg med långbord, grillar, boulebana och en stor lekplats med duschar. Intill ligger multisportplan, utegym, dansbana, grillglänta och på vintern en pulkabacke. Parkens södra del består av skog med slingrande vägar och utsiktsplats.   

### Vinnare av Huddinges byggnadspris
Anläggningen nominerades tillsammans med två andra kandidater till Huddinges byggnadspris 2021 och blev vinnare med nära 40 procent av rösterna.  Priset är en plakett skapad av konstnären Håkan Bull.
Juryns motivering löd:
| ” | Parken har utformats för att vara en förlängning av hemmet som ett gemensamt vardagsrum. En modern folkpark med funktioner för många olika människor har varit utgångspunkten för utformningen. Parken innehåller rum för olika tempo, med plats för aktivitet, lek, fest och gemenskap, men också till avskildhet, naturnärvaro och lugnare samvaro. Parken är gediget uppbyggd och kommer att kunna utvecklas över tid. Färgsättningen i parken utgår ifrån de karakteristiska färgglada husen som kännetecknar Flemingsberg och skapar på så sätt både ett medvetet och lekfullt tillägg till platsen. | „ |

### Bilder

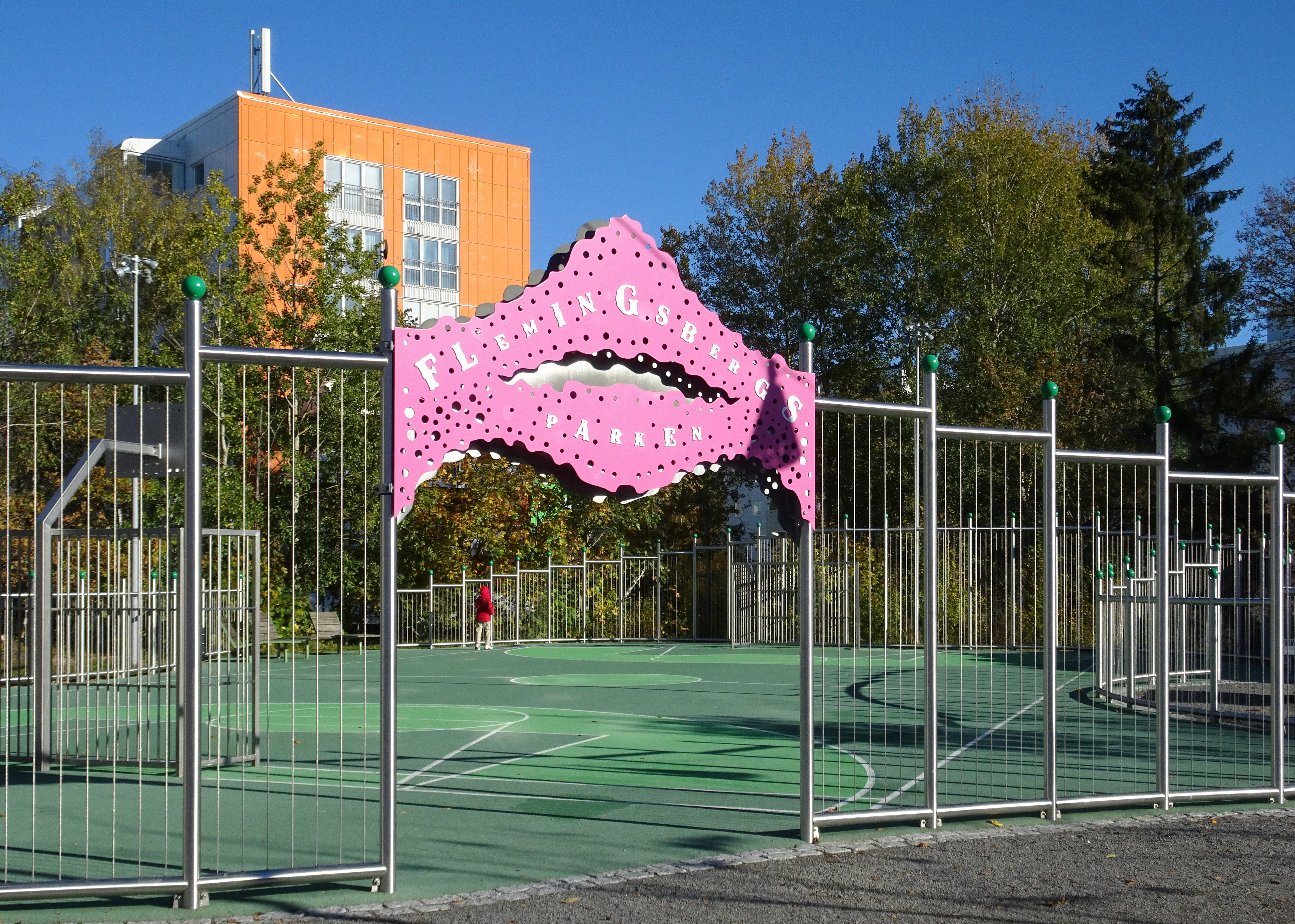
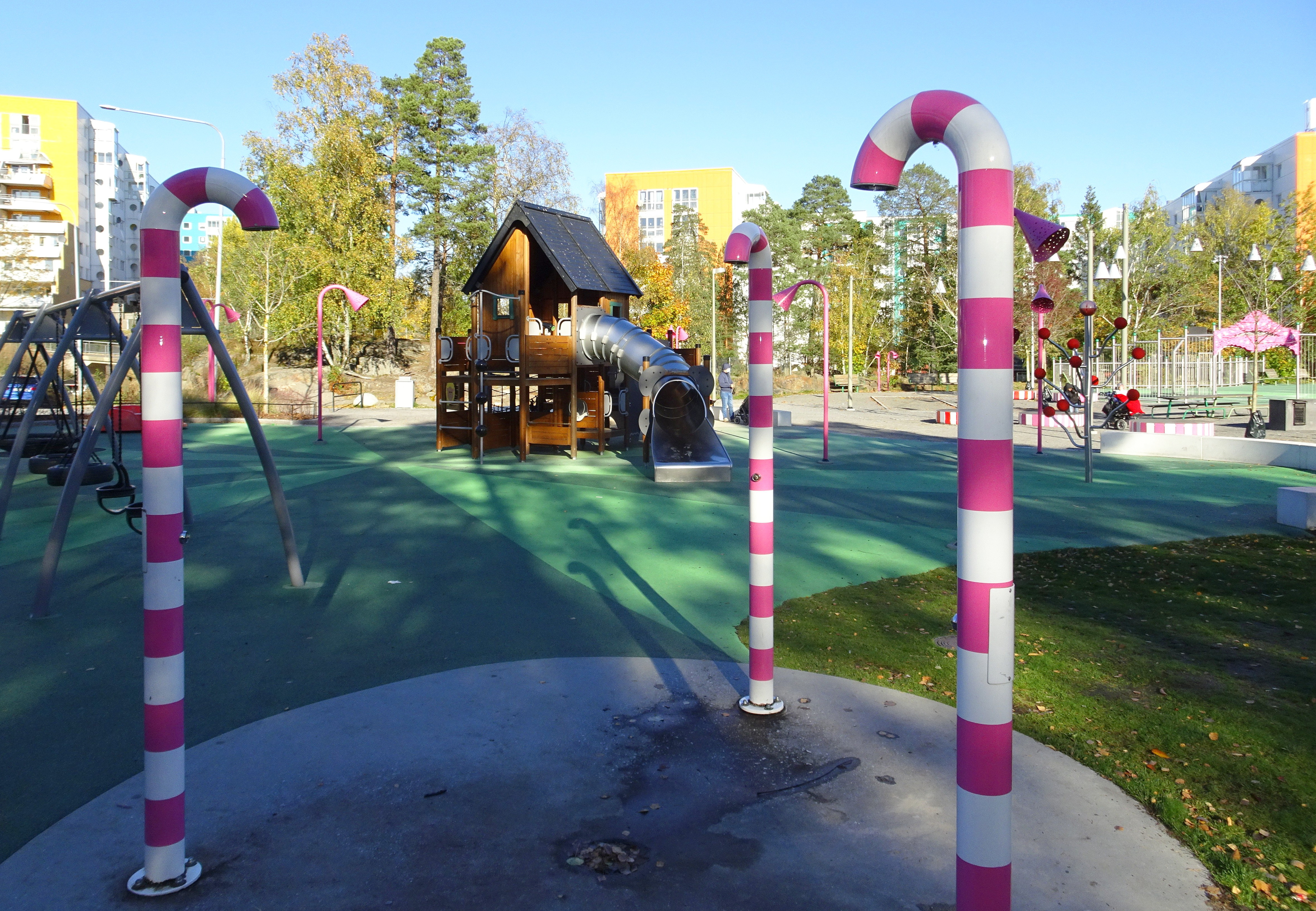
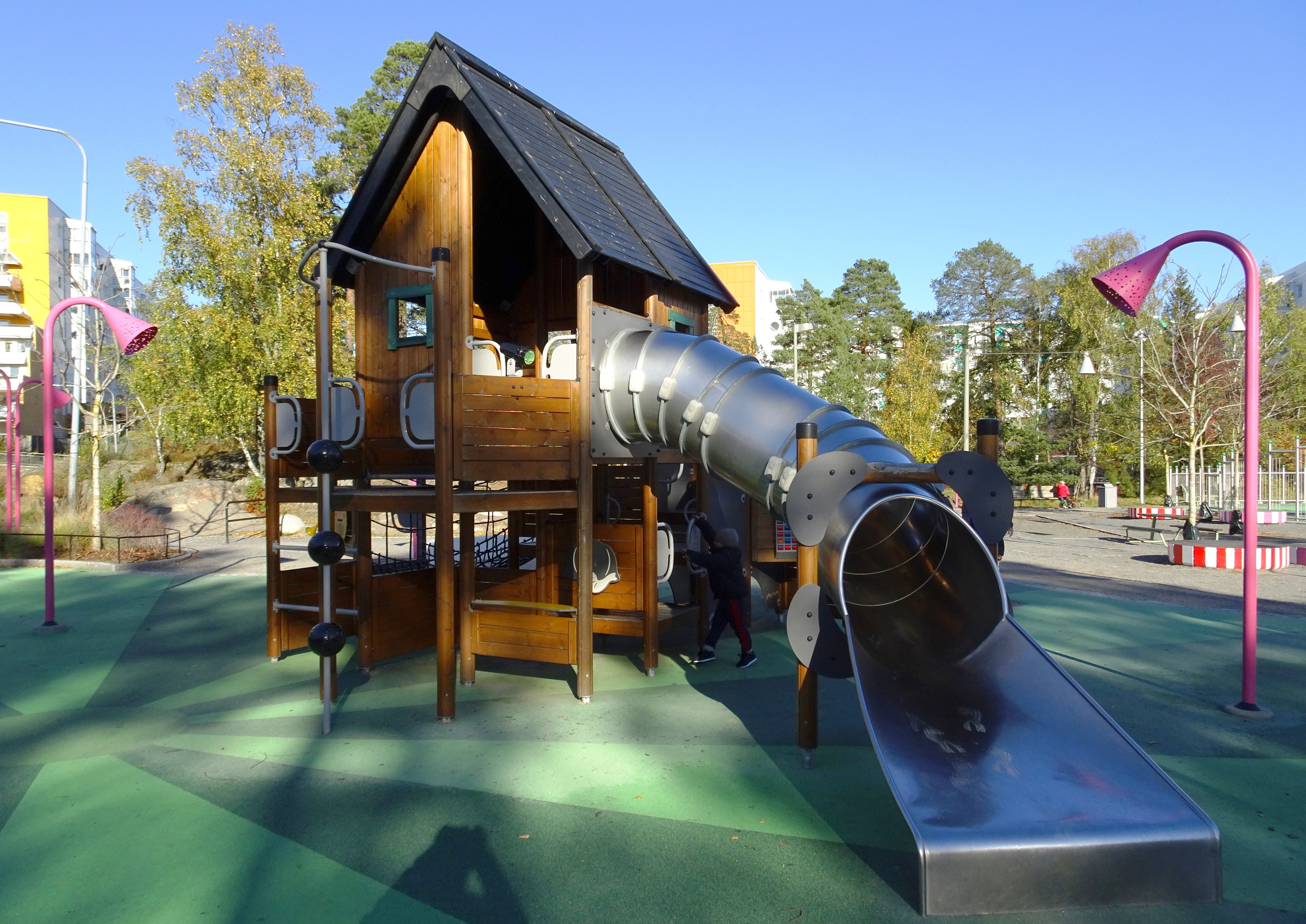
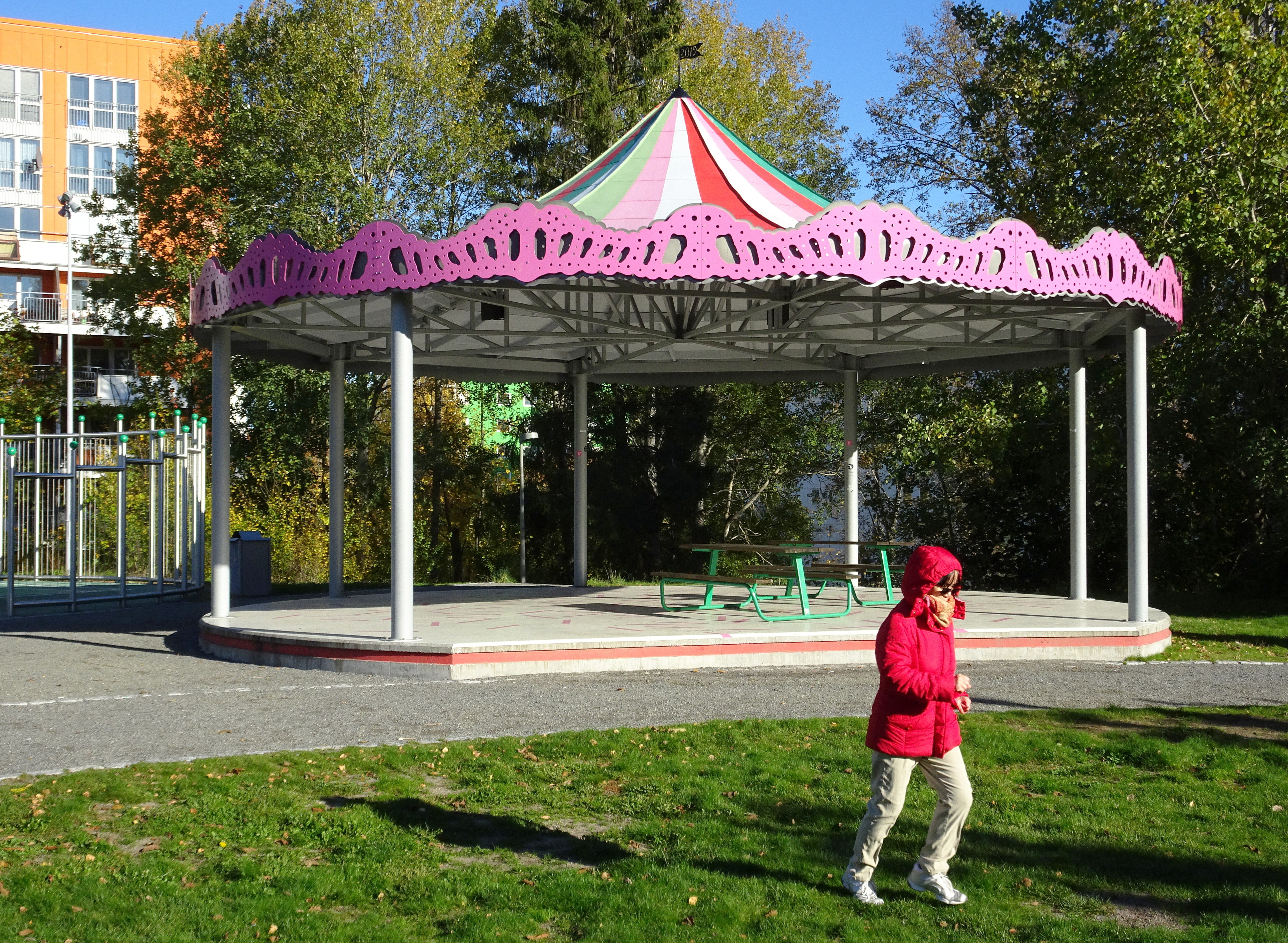